# Fortificazione

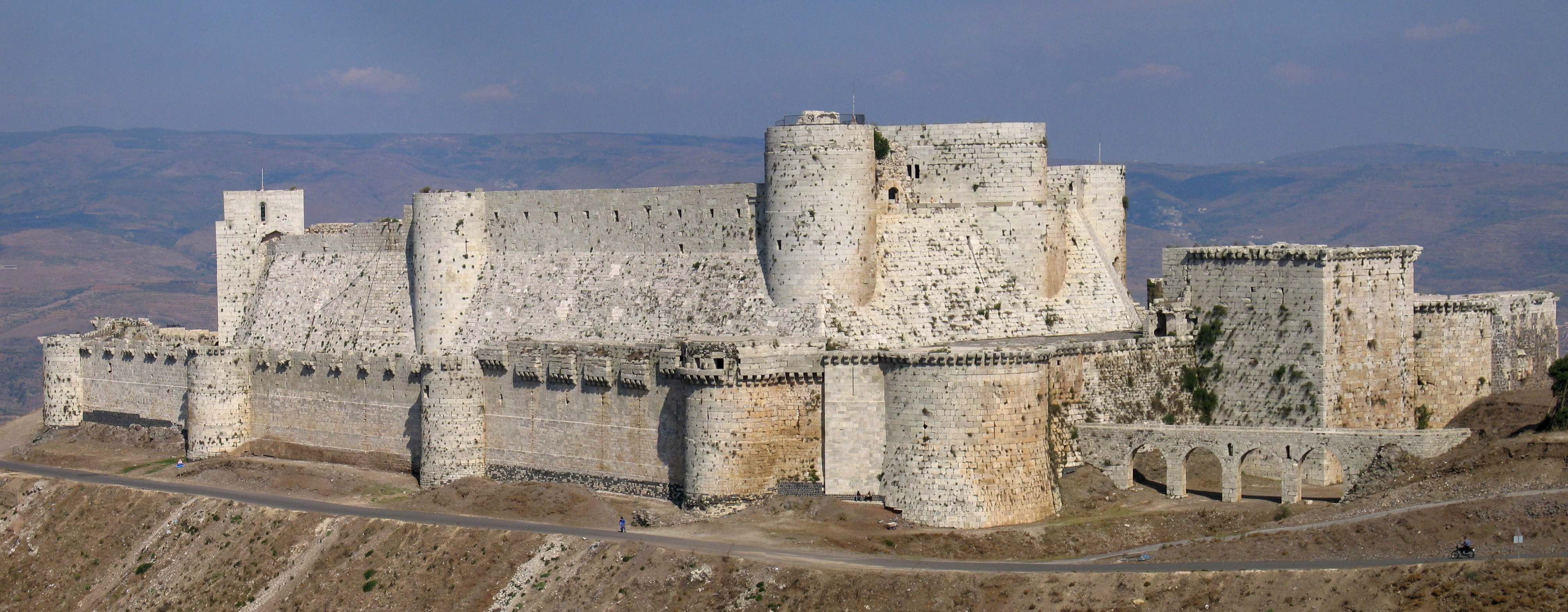
Il Krak dei Cavalieri è uno dei castelli crociati meglio conservati.

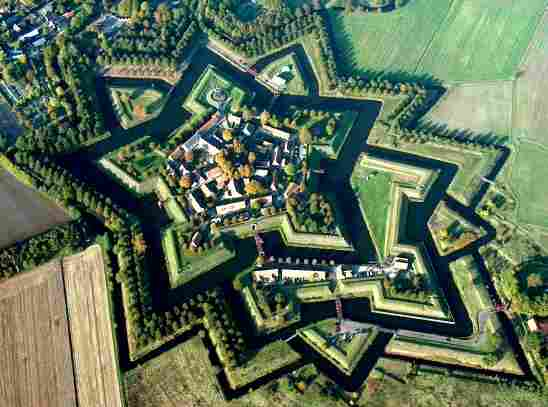
Bourtange forte a stella, restaurato alla situazione del 1750, Groninga, Paesi Bassi.

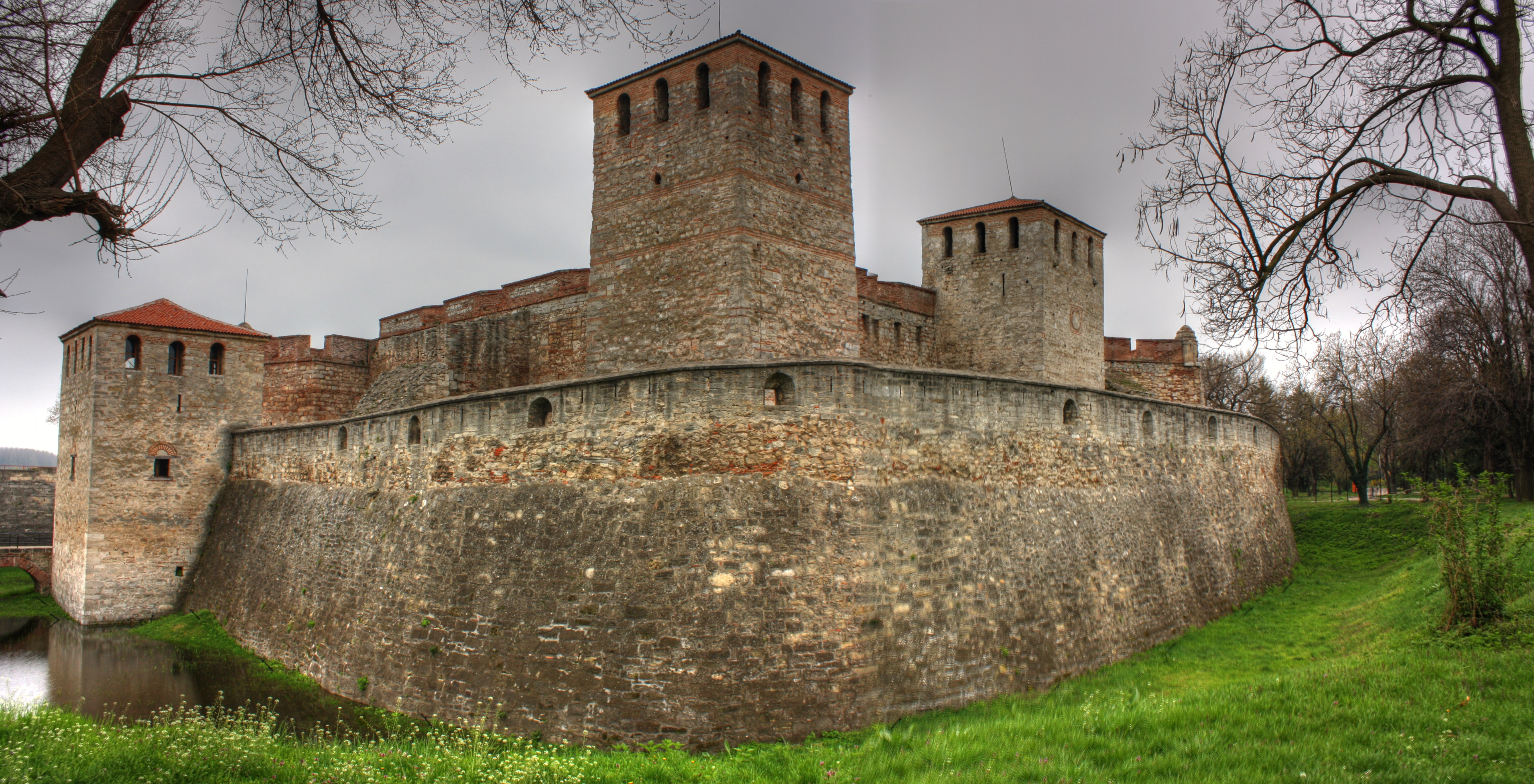
Il forte medievale di Baba Vida in Bulgaria.

Una fortificazione è una qualsiasi protezione utilizzata per difendersi dalle azioni offensive del nemico. Le fortificazioni sono in generale costruzioni militari progettate per la difesa in guerra e nelle basi militari. Il termine deriva dal latino tardo fortificatio -onis. Sono state costruite fortificazioni per molte migliaia di anni con modalità differenti e sempre più complesse. Alcune fortificazioni possono essere anche classificate come civili. Ne sono un esempio i rifugi antiaerei della seconda guerra mondiale e i rifugi antiatomici della guerra fredda.

## Storia

### Antichità
A partire dalla storia antica e fino alla fine dell'Ottocento le mura difensive sono state una necessità per molte città. L'antica città sumera di Uruk in Mesopotamia è una delle città murate più antiche del mondo. Gli antichi Egizi costruivano fortezze alle frontiere della valle del Nilo per proteggersi contro gli invasori provenienti dai territori confinanti. Molte fortificazioni del mondo antico furono costruite con mattoni di fango, e hanno lasciato per gli archeologi nient'altro che un cumulo di terra.

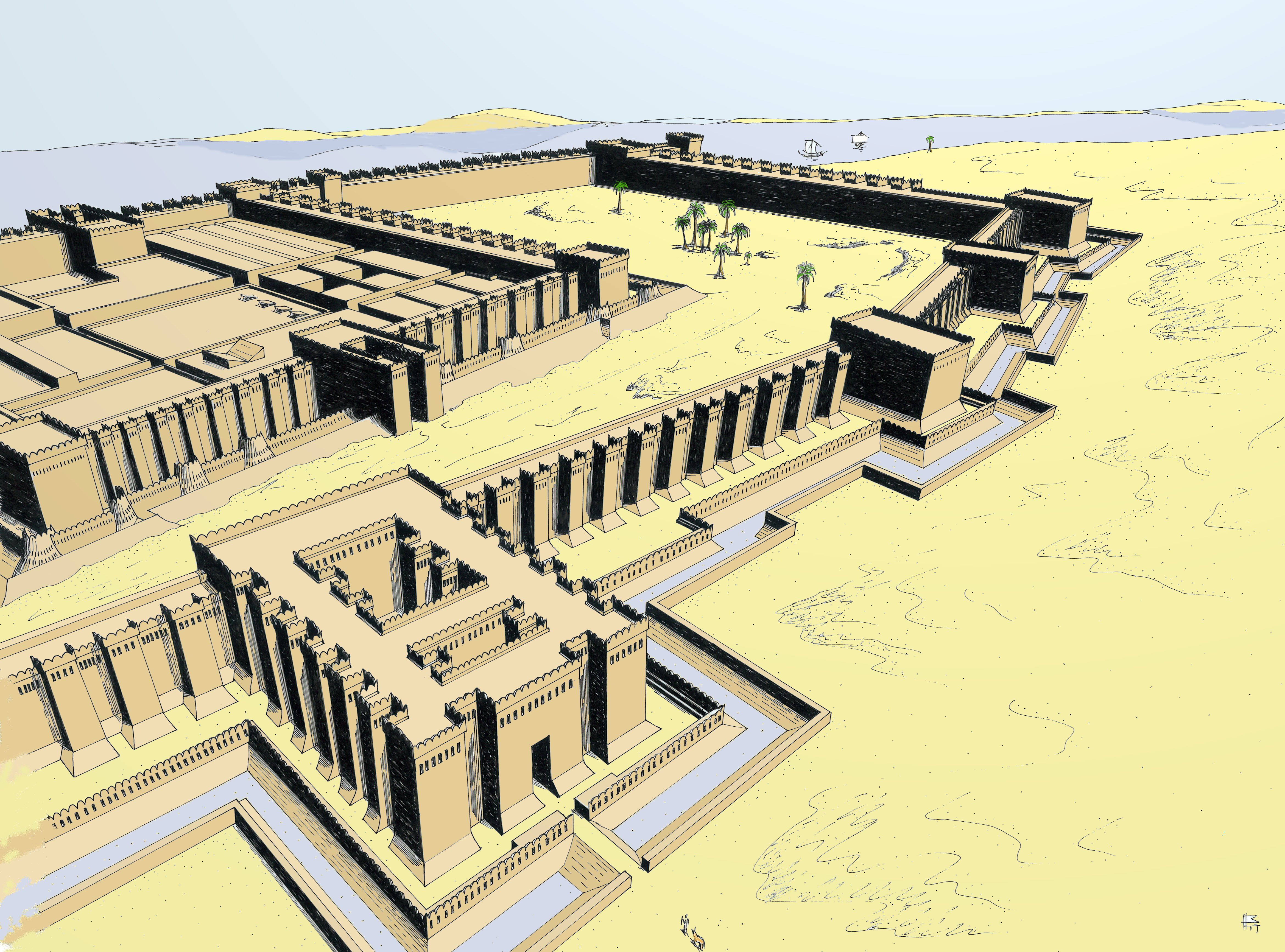
Ricostruzione grafica della Fortezza di Buhen nell'antico Egitto: Nilo, seconda cateratta (circa 1860 a.C.).

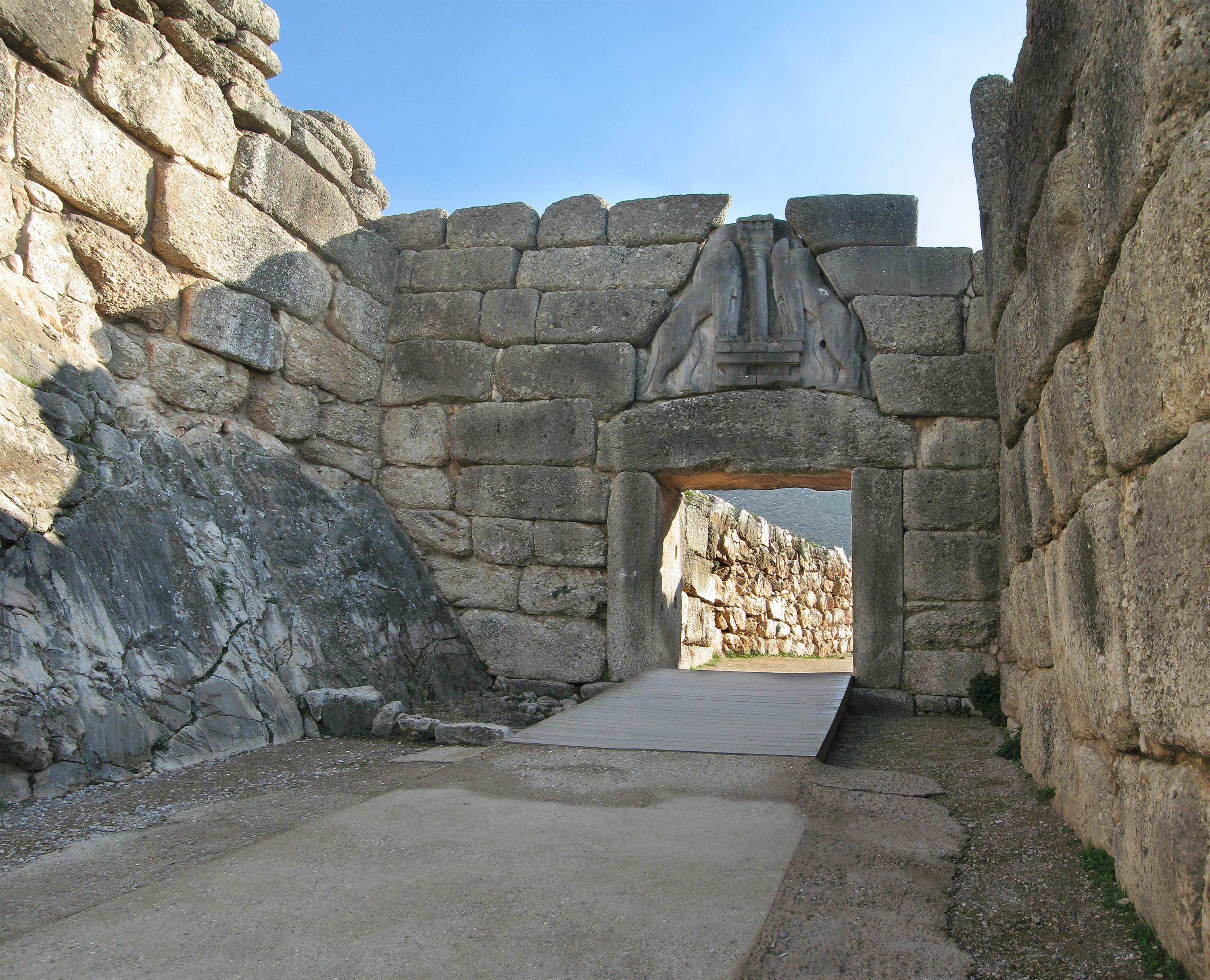
La Porta dei Leoni a Micene.

Gli antichi Assiri misero a disposizione grandi forze lavoro per costruire nuovi palazzi, templi e mura difensive.
Alcuni insediamenti della civiltà della valle dell'Indo erano fortificati. Già attorno al 3500 a.C. nella valle alluvionale del fiume Indo si trovavano centinaia di piccoli villaggi; molti di essi avevano fortificazioni e strade tracciate. Le case di pietra e di mattoni di fango del villaggio di Kot Diji erano raccolte dietro a massicci terrapieni di pietre di fiume e mura difensive perché le comunità vicine erano sempre pronte a ingaggiare scaramucce per ottenere il controllo delle terre coltivabili migliori.
Mundigak, oggi nel sud est dell'Afghanistan, aveva mura difensive e bastioni quadrati di mattoni asciugati al sole.
Babilonia era una delle città più famose del mondo antico e la sua fama crebbe quando Nabucodonosor II estese le mura e costruì la Porta di Ishtar.
Inizialmente queste fortificazioni erano semplici costruzioni di legno e terra battuta che furono successivamente sostituite da costruzioni realizzate con muratura a secco, cioè con pietre appoggiate le une sopra le altre senza legante (malta o cemento). La tecnica si evolse quindi verso la cosiddetta muratura a sacco, costituita da due muri paralleli a una certa distanza riempiti di terra battuta, pietrisco e resti di lavorazione.
Nella Grecia antica vennero costruiti grandi mura di cinta di città come testimoniano le rovine di Micene, famosa per gli enormi blocchi di pietra delle sue mura ciclopiche. Nella Grecia classica la città di Atene si dotò di due lunghe mura parallele note col nome di Lunghe Mura che consentivano di raggiungere in tutta sicurezza il Pireo, porto di mare di Atene. Un'altra muraglia difendeva la strada che portava al Falero l'altro porto di Atene. In Sicilia si conservano significativi esempi di fortificazioni greche a Gela e Siracusa.

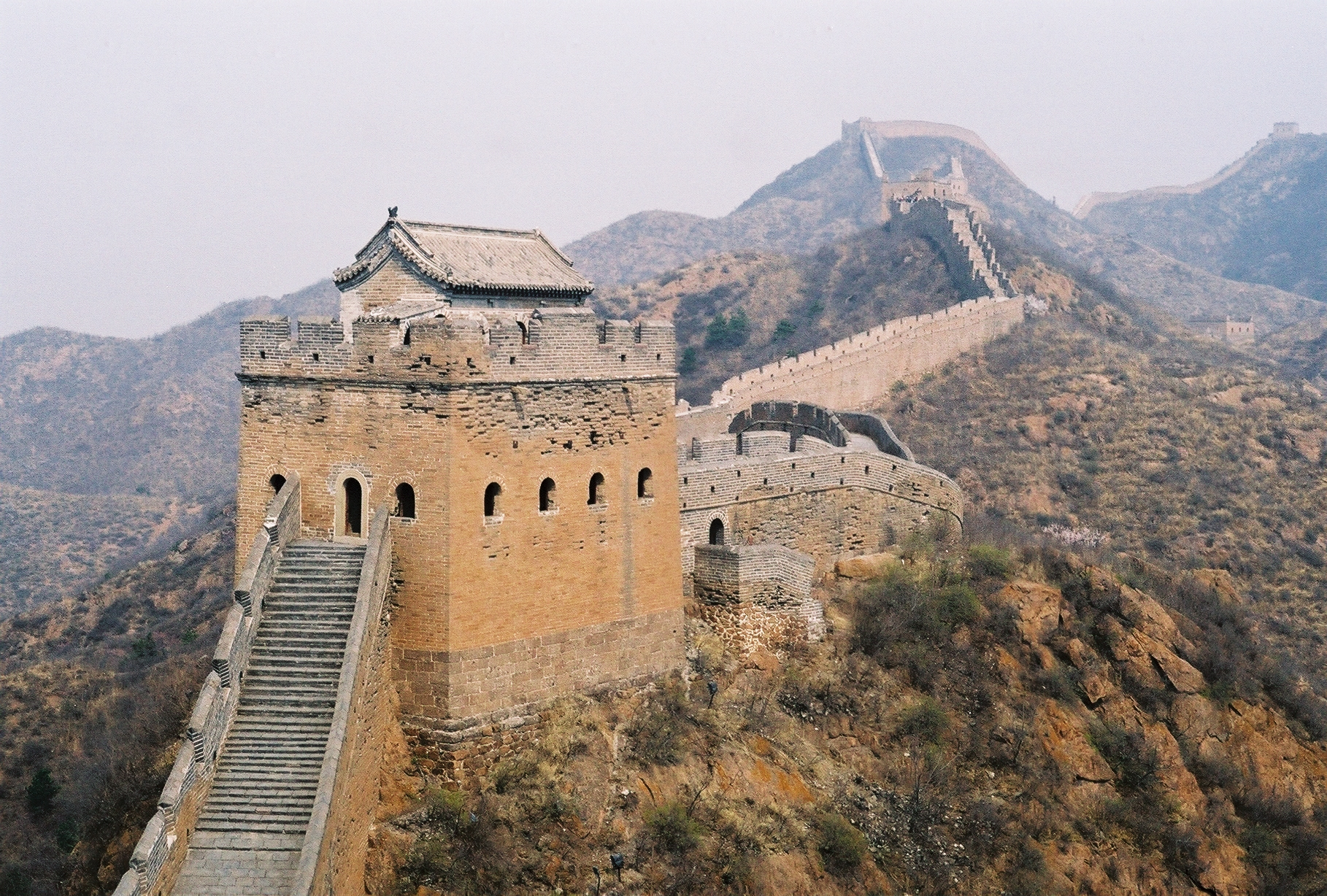
La Grande muraglia cinese.

Grandi mura in terra battuta furono erette nell'antica Cina a partire dalla dinastia Shang (dal 1600 al 1050 a.C. circa). Il sito di Ao aveva enormi mura costruite con questa tecnica. Benché si costruissero mura in pietra in Cina durante il Periodo dei regni combattenti (481 - 221 a.C.) il ricorso massiccio all'architettura in pietra non cominciò fino alla dinastia Tang (618 - 907).
La Grande muraglia cinese fu costruita a partire dalla dinastia Qin (221 - 206 a.C.) benché nella sua forma attuale sia in gran parte attribuibile alla dinastia Ming (1368 - 1644). Le grandi mura di Ping Yao servirono come esempio, così come lo furono per le famose mura della Città proibita a Pechino incominciate nel XV secolo dall'imperatore Yongle.

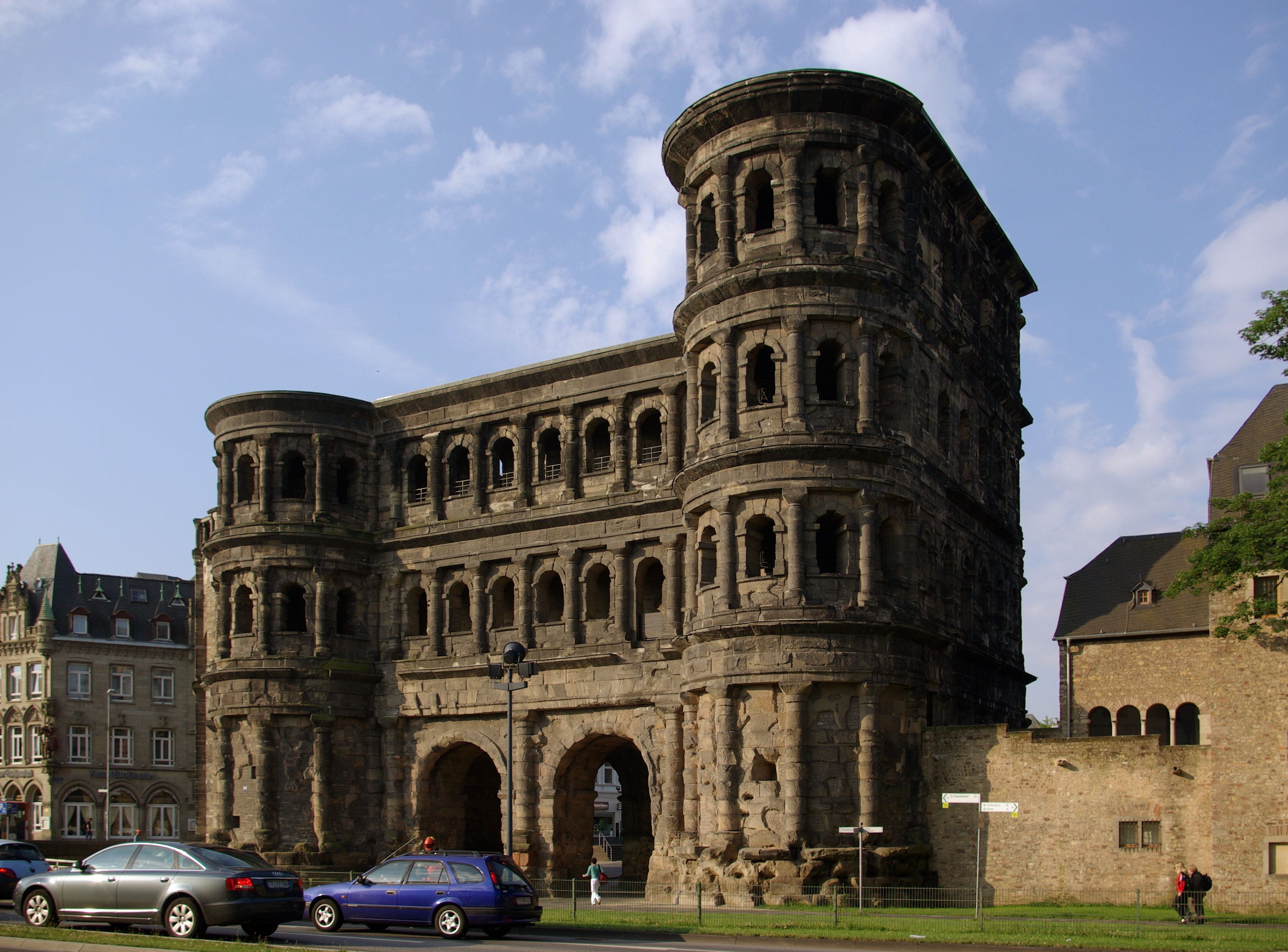
Treviri, Porta Nigra.

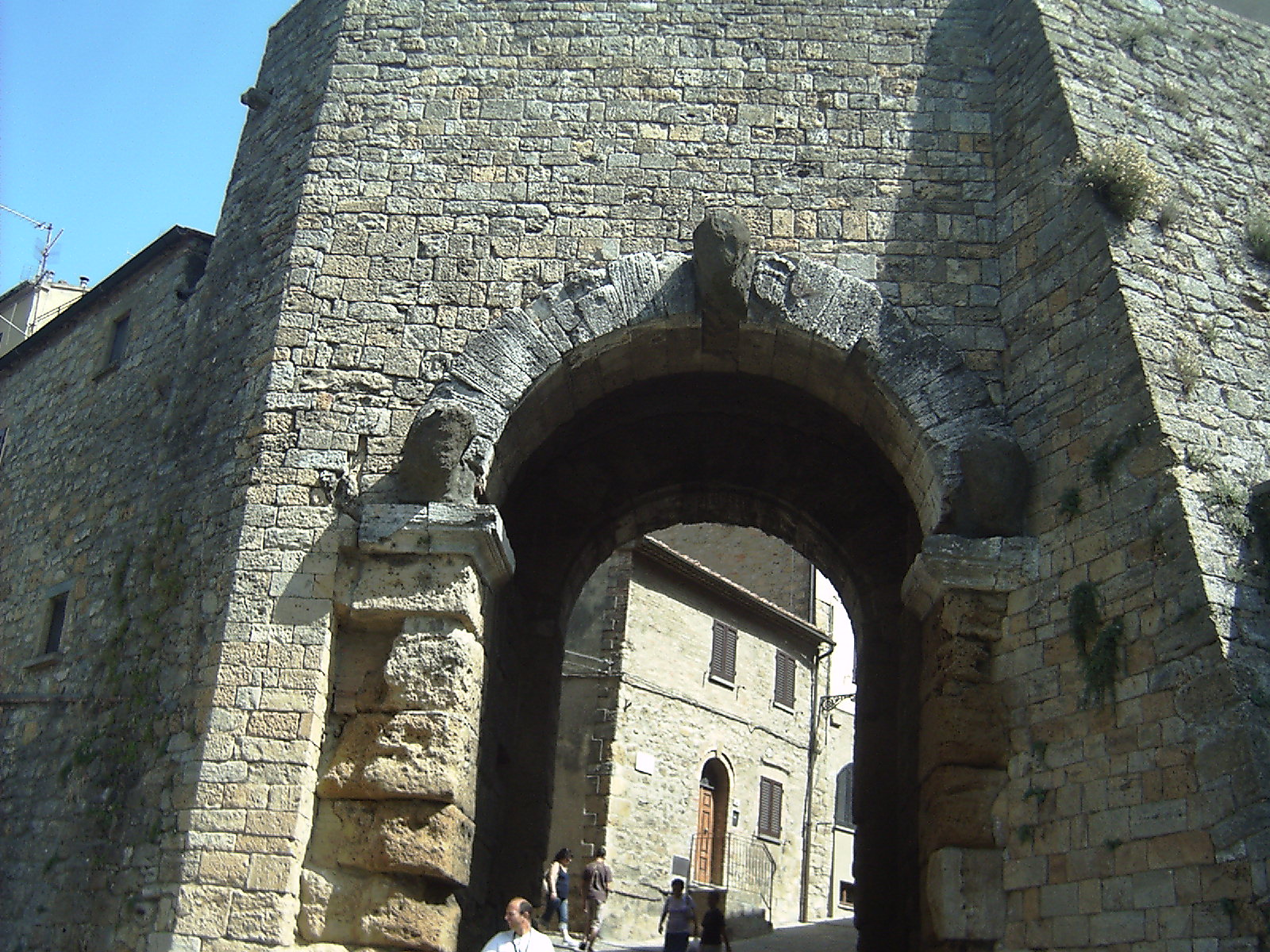
Volterra, l'etrusca porta all'arco.

Gli Etruschi cingevano le loro città con mura nelle quali si aprivano quattro o sette porte inizialmente dotate di architrave e successivamente dotate di fornice ad arco.
Gli Antichi Romani fortificavano le loro città grazie a massicci muri a sacco con riempimento in calcestruzzo e rivestiti di pietra legata con malta. Le mura più famose e ancora oggi in gran parte esistenti sono le Mura aureliane a Roma e quelle di Teodosio a Costantinopoli (oggi Istanbul). I principali resti di fortificazione romana sono costituiti dalle antiche porte, come Porta Nigra a Treviri in Germania e l'Arco di Augusto a Rimini concepito sia come arco trionfale che come porta di accesso alla città.
L'imperatore Adriano nella prima metà del II secolo fece costruire il vallo che porta il suo nome lungo i 120 km tra il Mare d'Irlanda e il Mare del Nord attraverso il territorio che oggi corrisponde all'Inghilterra del Nord per arginare i frequenti attacchi dei Pitti che calavano dal Nord. Nel 142 l'imperatore Antonino Pio fece erigere un secondo vallo circa 160 km a nord con lo stesso scopo. Il vallo romano (in latino vallum) era composto da un muraglione o un terrapieno associato a una palizzata in legno; tra i due elementi era scavato un fosso.
Nell'Europa centrale i Celti costruirono grandi insediamenti fortificati che i Romani chiamavano oppidum (in latino città, città fortificata) le cui mura sembra siano state influenzate da quelle costruite attorno al Mediterraneo. Le fortificazioni celte erano costantemente ingrandite e migliorate.

### Fortificazioni bizantine
Le fortificazioni bizantine furono essenzialmente cinte murarie di città, rimaneggiate in epoca successive. Rimangono sull'Istmo di Corinto subito a sud dell'attuale canale i resti di una importante opera muraria fatta erigere da Teodosio II per far fronte alle invasioni barbariche del V e VI secolo. Tale muraglia era nota come Hexamilion per la sua lunghezza di sei miglia.

### Medioevo

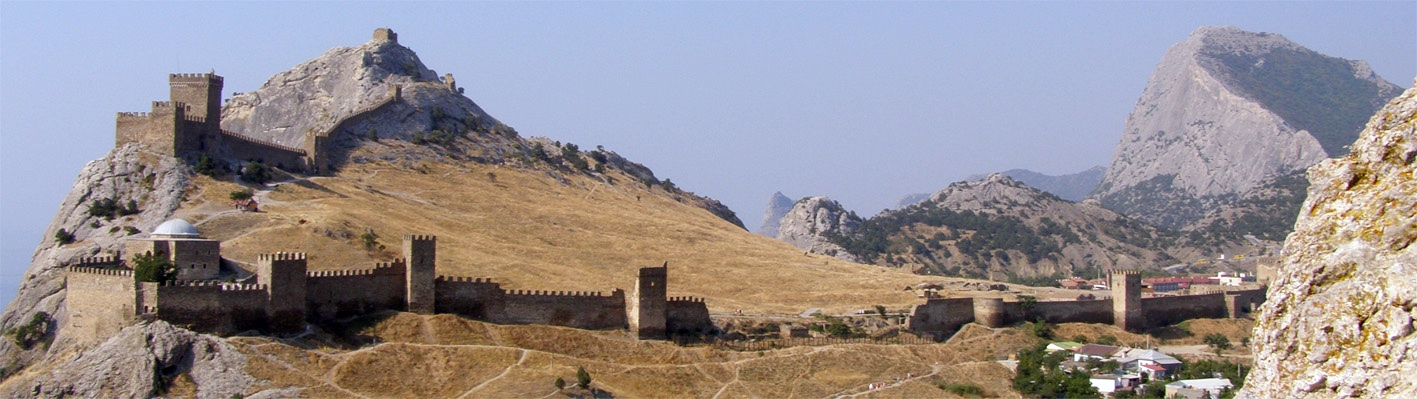
La fortezza genovese di Sudak in Crimea

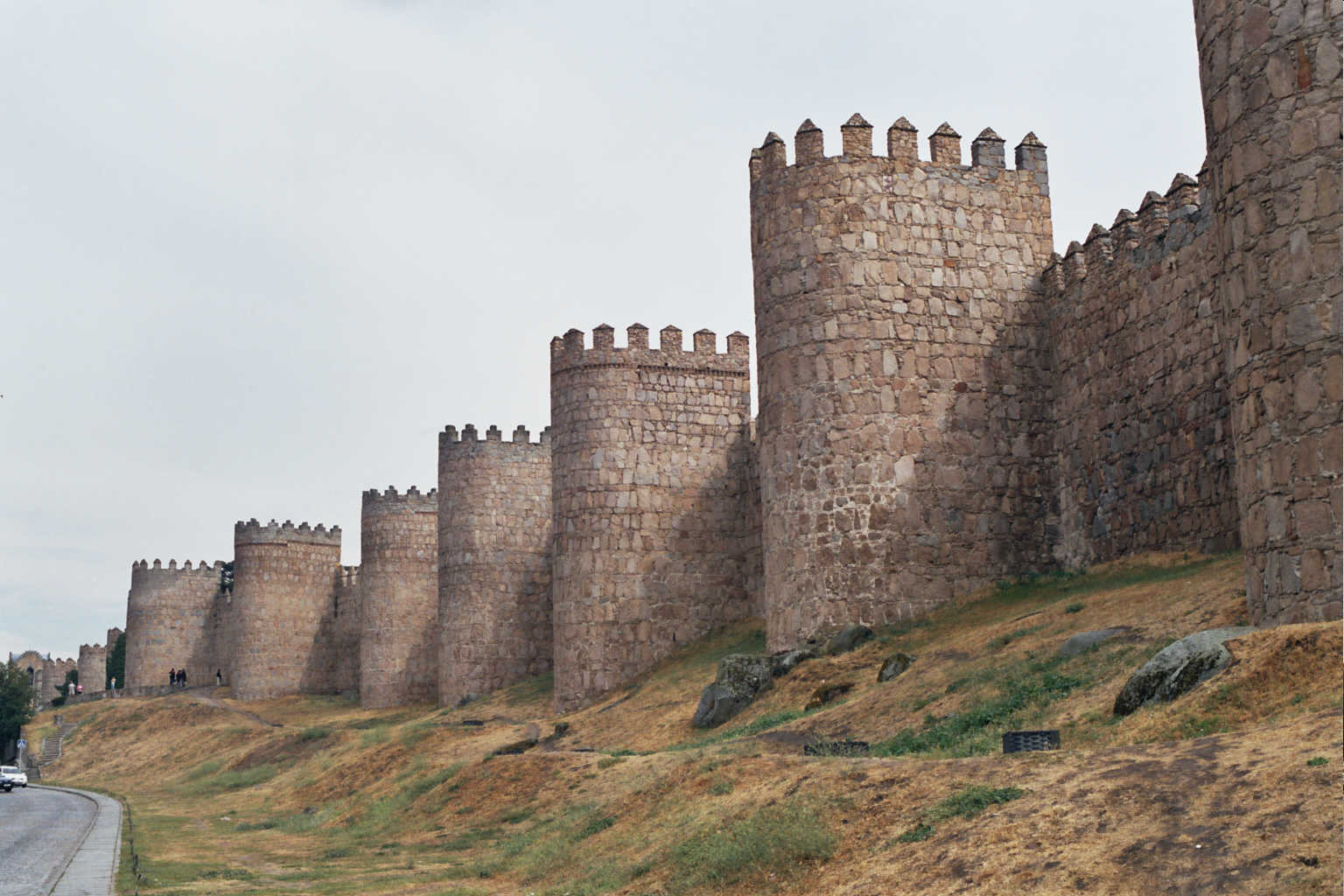
La cinta muraria della città di Avila in Spagna.

In Europa il castrum romano e la fortezza di collina furono i precursori del castello che incominciò a essere un elemento difensivo dell'impero carolingio nel IX secolo.

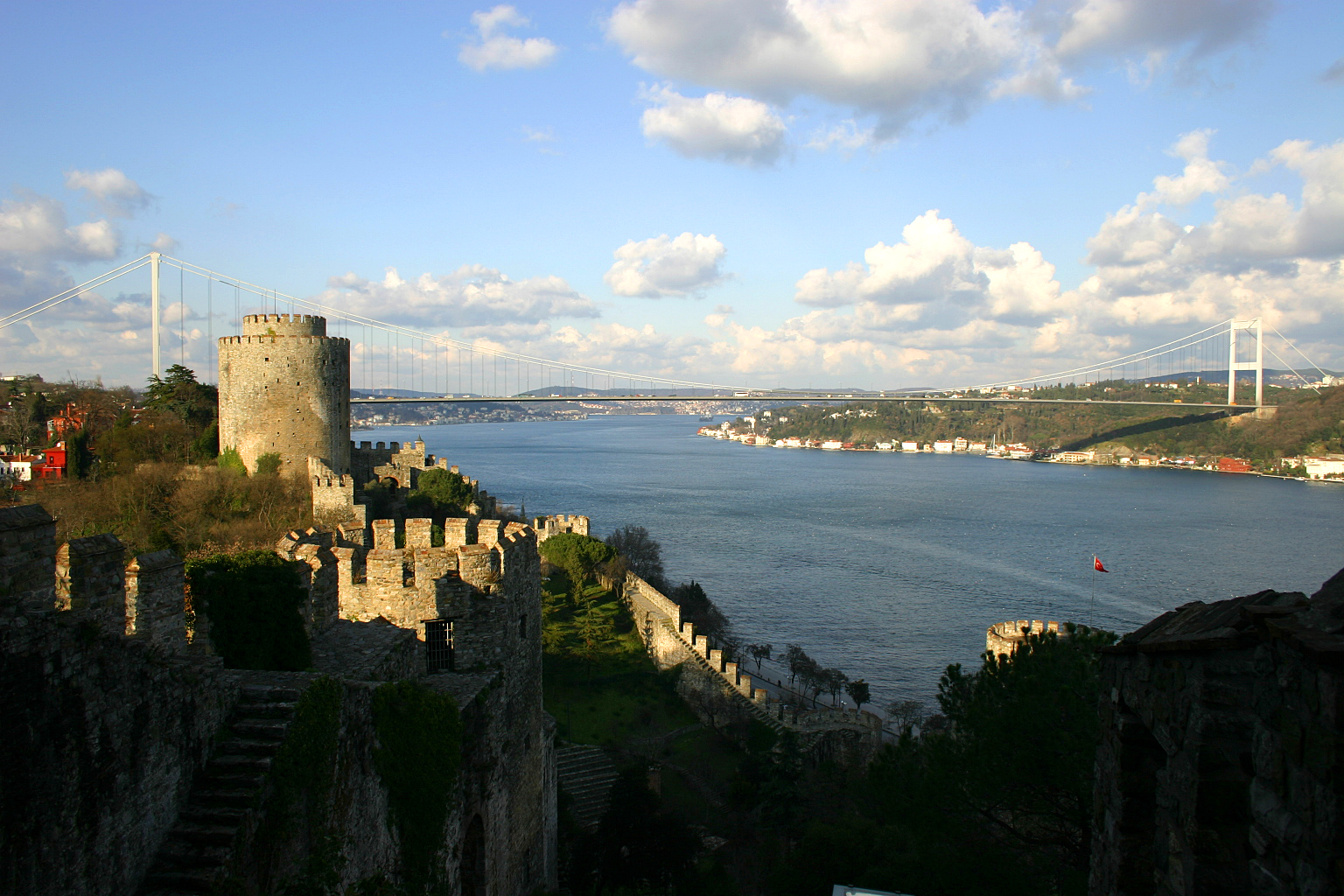
La fortezza di Rumelihisarı sulla costa europea del Bosforo a Istanbul, Turchia.

Nell'Alto Medioevo molte città vennero costruite attorno ai castelli. Solo alcune di esse disponevano di un semplice un muro di cinta, mentre la maggior parte era dotata di un muro associato a un fossato (non necessariamente riempito con acqua) secondo il modello del vallum romano. A partire dal XII secolo vennero fondati in tutta Europa nuovi insediamenti di varie dimensioni che molto spesso ottennero il diritto di essere cinte da mura difensive subito dopo la fondazione.

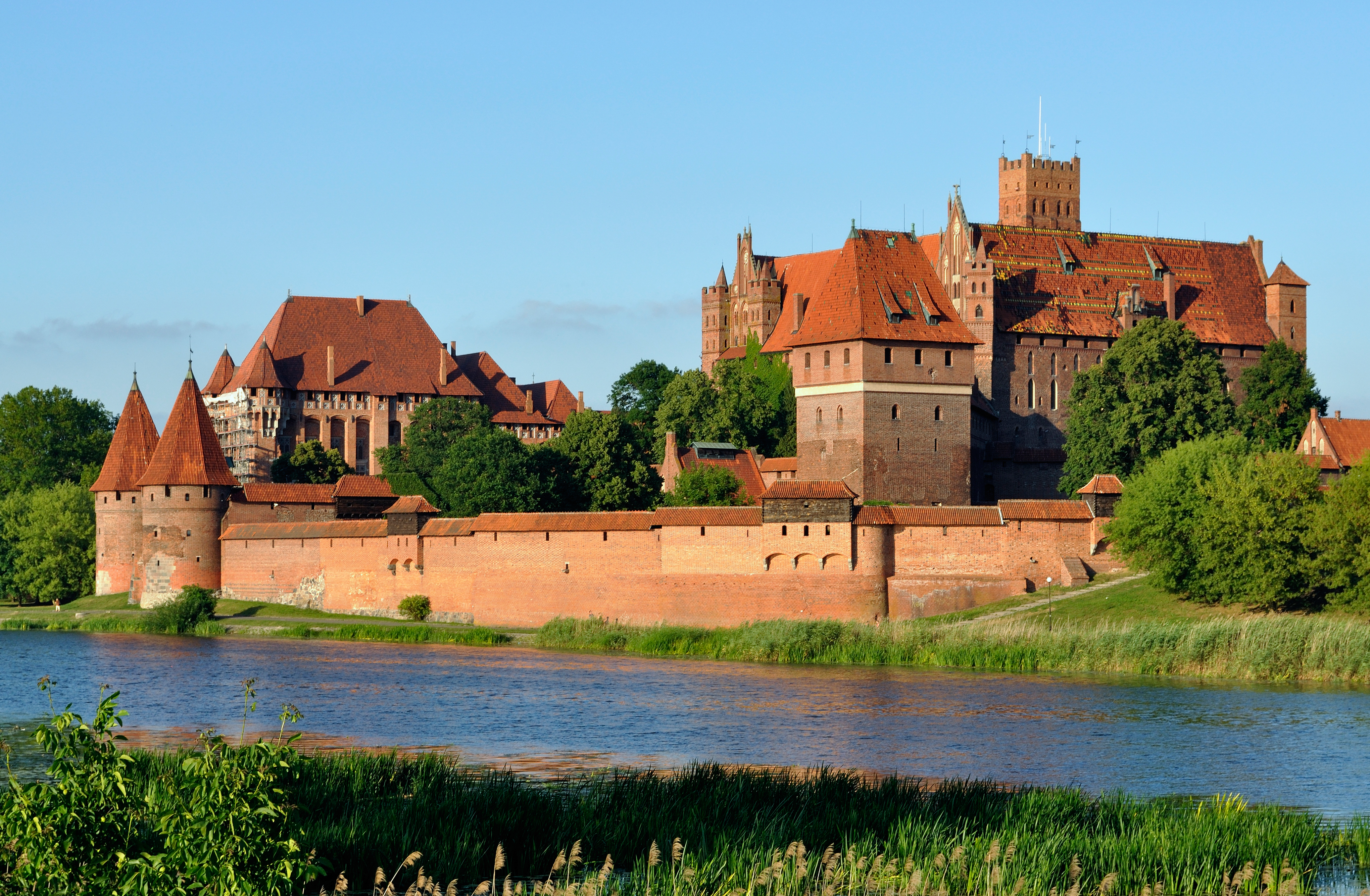
Castello dell'Ordine teutonico a Malbork considerato il più grande castello in laterizio della Polonia.

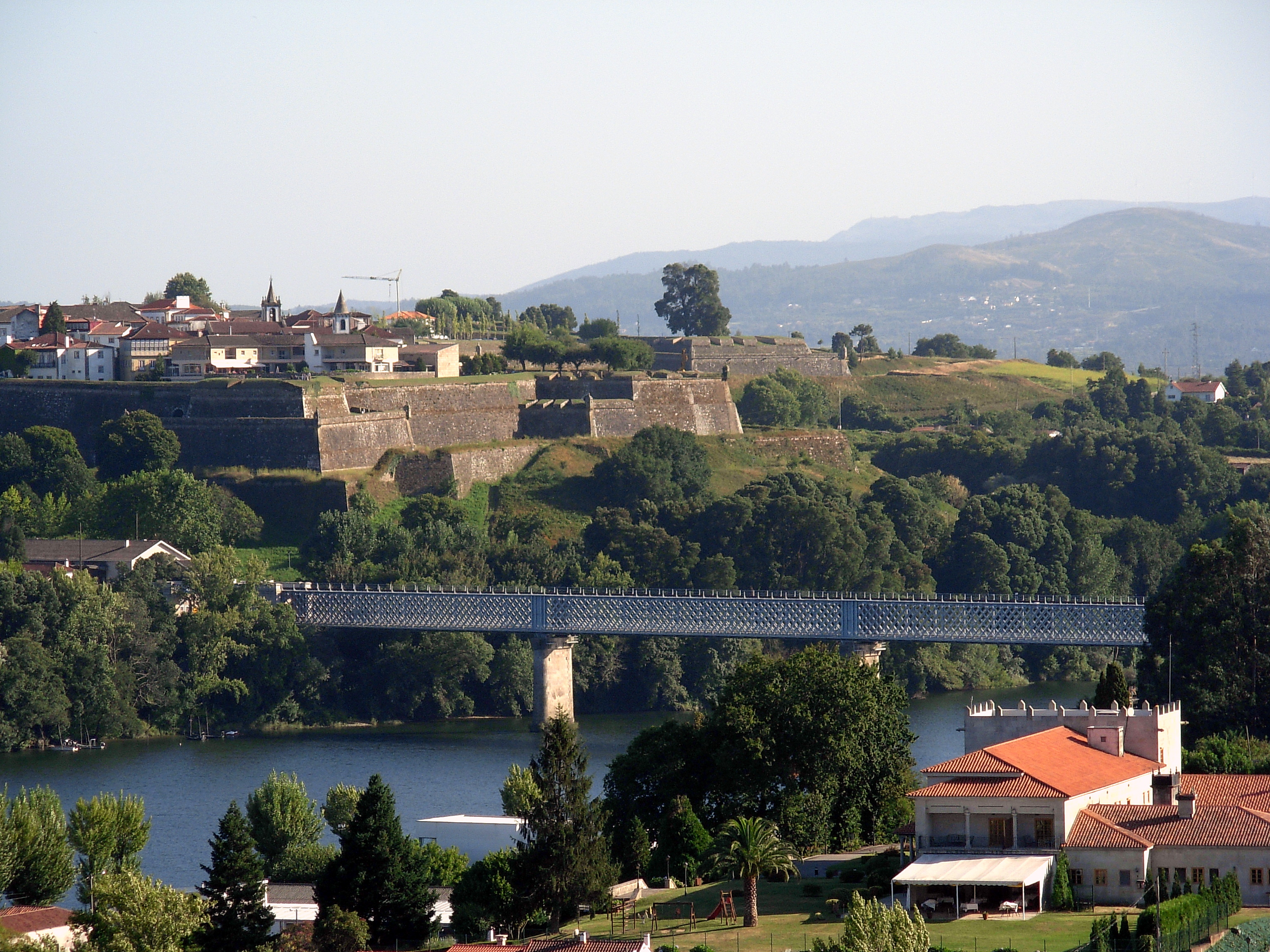
Vista dell città murata di Valença (Portogallo), al di là del fiume Minho.

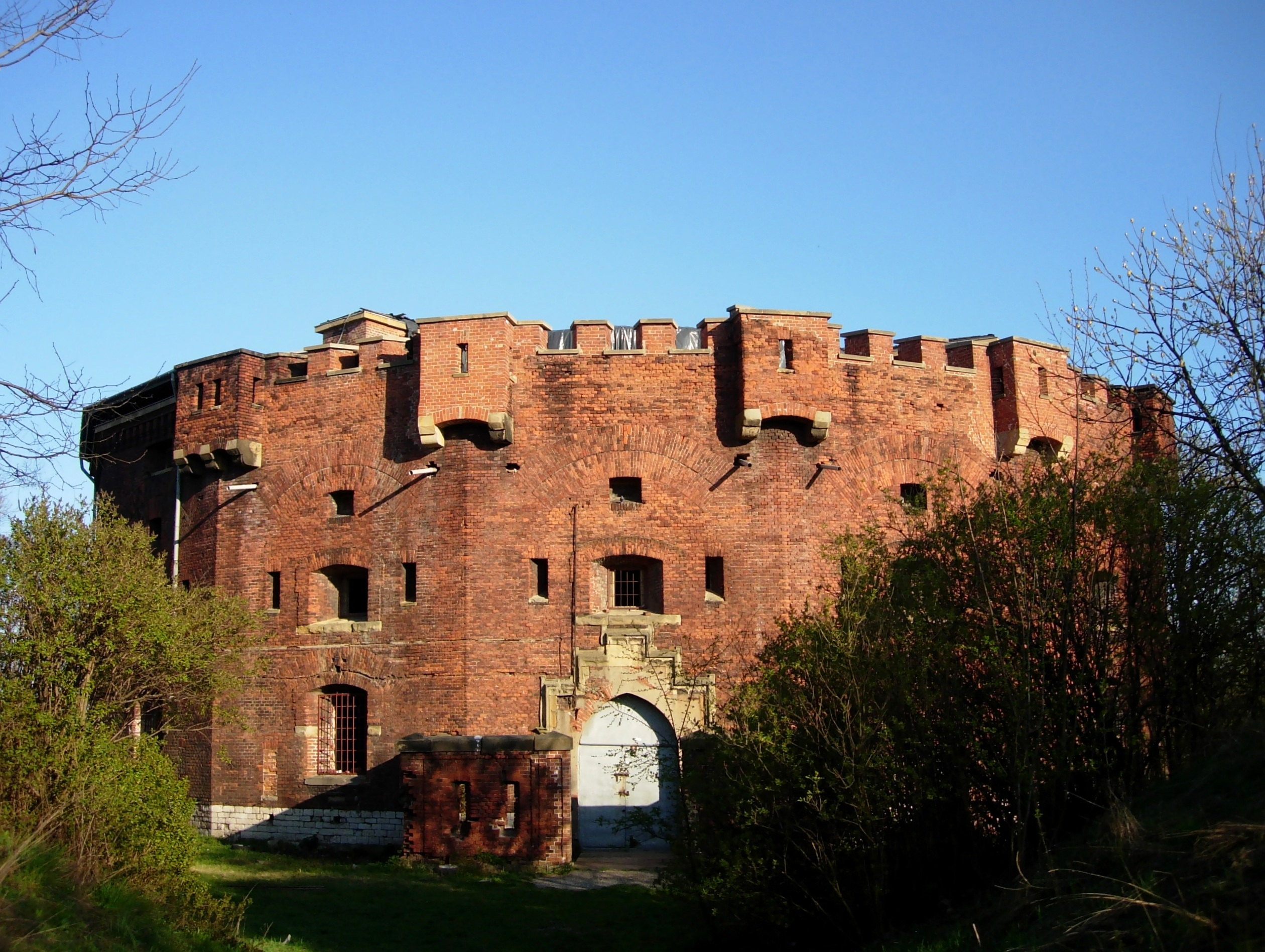
il Forte 31 Benedykt della fortezza Austro-ungarica di Cracovia in Polonia.

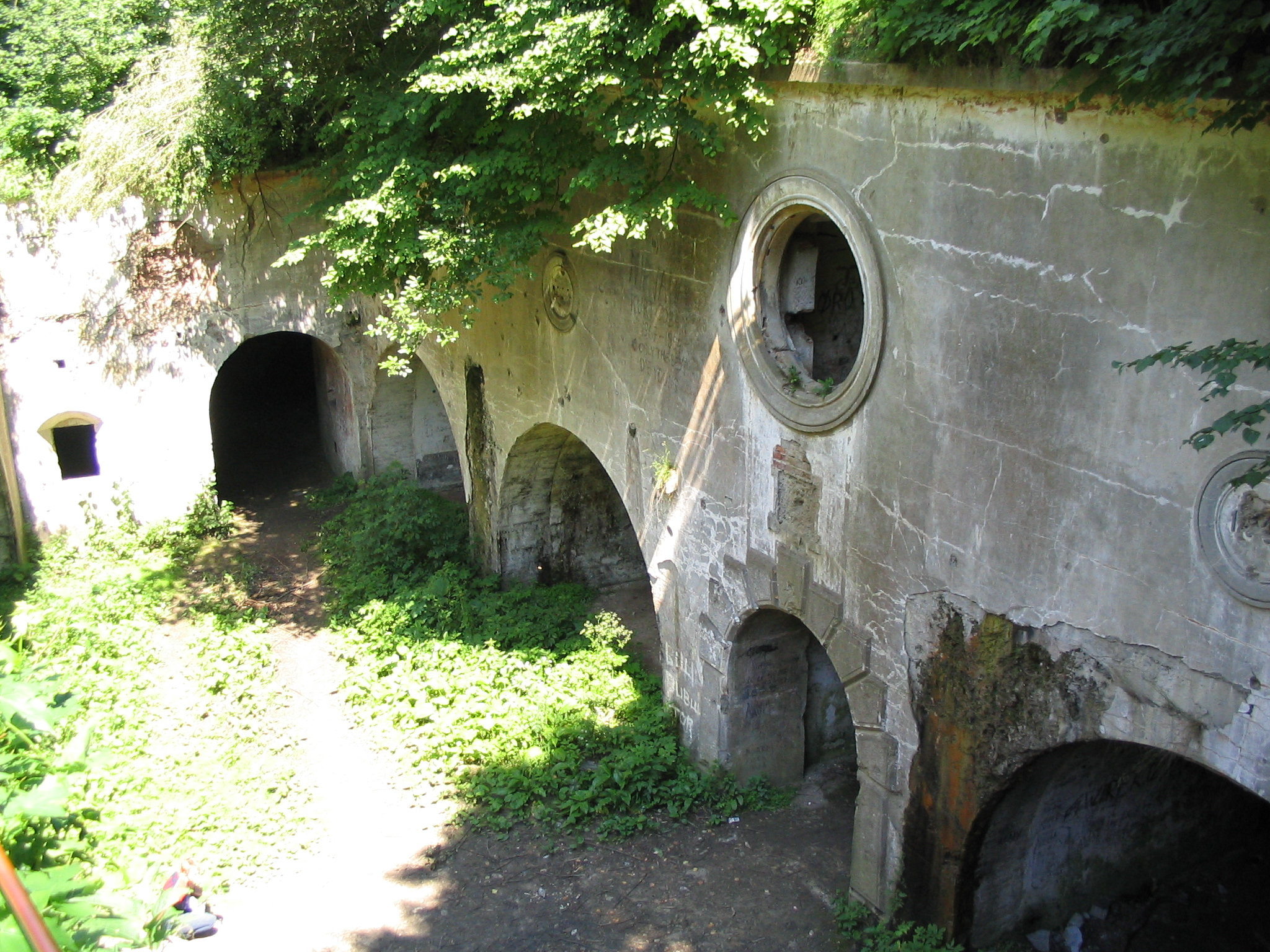
Il forte costruito dal barone Salis Soglio, ingegnere militare austriaco, nella fortezza Austro-ungarica di Przemyśl nella Polonia sudorientale.

La fondazione di centri urbani era un importante mezzo di espansione territoriale e molte città specie nell'Europa dell'Est, nel periodo del cosiddetto Ostsiedlung, furono fondate con questo preciso scopo. Esse sono facilmente riconoscibile per il loro aspetto regolare e le ampie aree destinate ai mercati. Ne sono esempi Danzica in Polonia fondata nel 997 e Riga in Lettonia fondata nel 1201. Le fortificazioni di questi insediamenti vennero costantemente aggiornate per tenere conto della crescita della capacità militare.
Le fortificazioni medievali consistevano essenzialmente in mura robuste, ma soprattutto di grande altezza, dotate di camminamenti alla sommità, protetti da mura merlate e dotate di piombatoie (note anche come caditoie) e feritoie. Durante il Rinascimento I veneziani eressero grandi mura attorno alle loro città minacciate dall'impero ottomano. Ottimi esempi si trovano a Nicosia sull'isola di Cipro e nella Canea a Creta. Le mura sono ancora ben visibili al giorno d'oggi.

### Inizio dell'Epoca moderna
Le alte mura medievali divennero praticamente inutili con l'avvento del cannone sui campi di battaglia nel XIV secolo. Le fortificazioni si dovettero evolvere in strutture più basse e massicce che facevano un maggior uso di tecniche di costruzione basate su terrapieni rivestiti in pietra o laterizio (muratura a sacco) associate a fossati sempre più larghi. Le mura difensive avevano lo scopo di assorbire e disperdere l'energia dei colpi di cannone che all'epoca erano semplici palle di pietra. Le mura esposte al fuoco diretto del cannone erano facilmente vulnerabili vennero così costruite strutture aggiuntive come terrapieni, spalti e strade coperte. Venne anche data una grande enfasi alla geometria delle fortificazioni per consentire ai cannoni difensivi di coprire i cannoni attaccanti, ma anche di coprire col loro fuoco tutti gli accessi alle porte e alle mura stesse, che essendo ora più basse rispetto a quelle medievali erano più facilmente scalabili.
L'evoluzione di tale stile di fortificazioni può essere vista in forti come quello di Sarzanello.
Esso è caratterizzato da mura merlate tipiche del periodo medievale ma ha una piattaforma di tiro angolare a rivellino che scherma una cortina muraria che a sua volta è protetta dal fuoco di fianco dalla torre nel corpo centrale del forte. Anche le fortificazioni di Rodi nell'isola omonima in Grecia mostrano l'evoluzione da fortificazioni medievali a fortificazioni alla moderna. La cinta muraria presenta infatti sommità merlate, bastioni angolati e circolari e torri quadrate medievali.

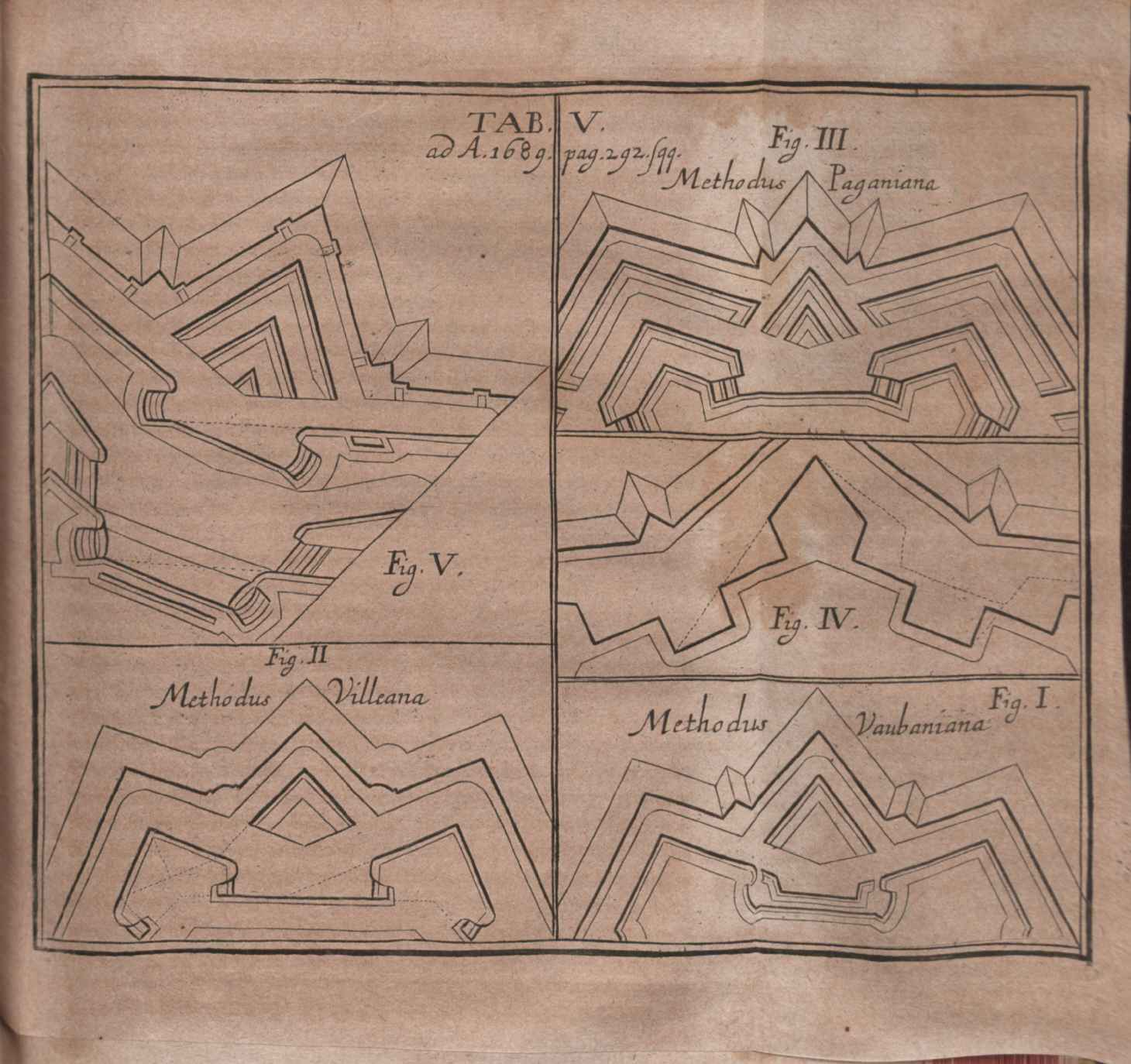
Tipi di fortificazioni in una tavola de gli Acta Eruditorum del 1689.

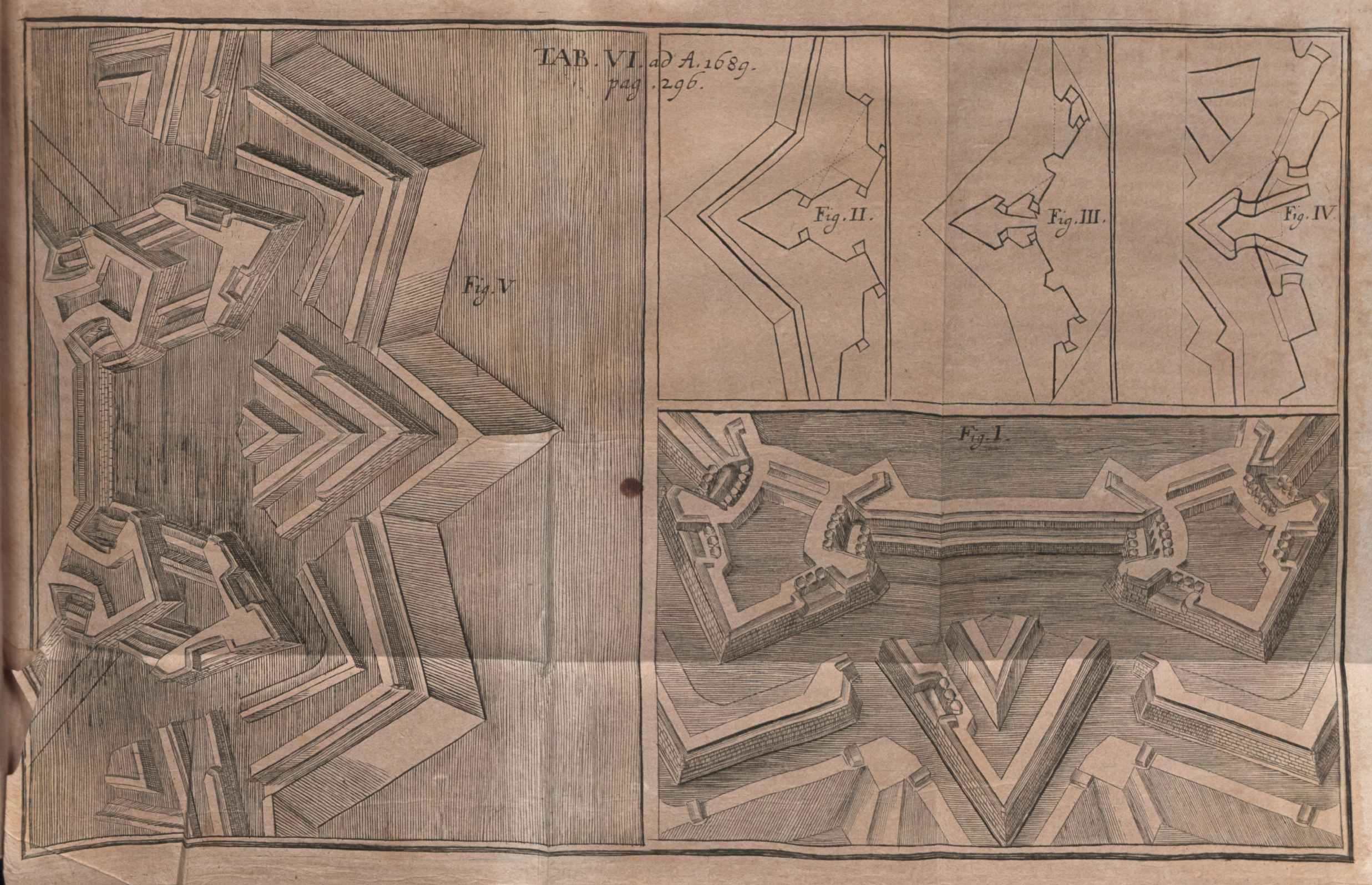
Tipi di fortificazioni in una tavola de gli Acta Eruditorum del 1689.

Le fortificazioni incominciano a estendersi sottoterra con batterie protette di cannoni difensivi allo scopo coprire i cannoni degli attaccanti per tenerli a distanza e prevenire attacchi diretti sulle vulnerabili mura.
Il risultato di questa evoluzione sono le fortificazioni alla moderna ovvero il forte a pianta stellare, il loro andamento angolato tra un bastione e l'altro di cui la fortezza di Bourtange illustrata sopra è un eccellente esempio. Altri esempi sono: la fortezza di Suomenlinna costruita su sei isole davanti a Helsinki (Finlandia), le mura di Berwick-upon-Tweed in Gran Bretagna e in Italia Palmanova (illustrata a destra) fondata dai veneziani nel 1593 in forma di stella a nove punte e Otranto.
Nel territorio dell'attuale India e Pakistan vennero costruite o ampliate nel XVI e XVI secolo grandi fortezze chiamate forti (dall'inglese fort) dotate cinte murarie, anche di grandi dimensioni, a difesa di ampi spazi di territori. La fortezza principale era posizionata di solito su speroni di roccia o in posizione elevata. Questi forti servirono non solo come elementi di difesa, ma anche come residenza dei locali sovrani (maharaja e maharana) pertanto la loro corretta definizione dovrebbe essere castelli come sopra ricordato. Si possono citare il forte di Kumbhalgarh in Rajasthan (India) posto a circa 1100 m di quota con una cinta di mura di oltre 30 km, il forte di Chittorgarh con un'area coperta di 2,8 km² e una cinta muraria di 13 km, entrambi in Rajasthan (India) e il forte di Ranikot nell'attuale Pakistan con mura di 26 km di lunghezza.

### XIX secolo
L'uso dei proiettili esplosivi nel XIX secolo portò a un ulteriore stadio evolutivo delle fortificazioni. I forti stellati dell'era del cannone non reggevano bene all'effetto dell'esplosivo e l'intricato assetto dei bastioni, la batterie di copertura e le linee di fuoco attentamente progettare e realizzate per i cannoni difensivi, potevano essere facilmente distrutti dalle ogive esplosive.
Gli ampi fossati che circondavano le fortezze di questo tipo che assieme alla strada coperta alla sommità della controscarpa erano parte integrante della difese, divennero estremamente vulnerabili ai bombardamenti con proiettili esplosivi.
Per ovviare a questi inconvenienti gli ingegneri militari fecero evolvere le fortificazioni creando la fortificazione a base poligonale. Il fossato divenne profondo e con facce verticali, tagliate direttamente nella roccia o nel terreno, secondo una serie di linee rette che creavano un'area centrale fortificata che diede il nome a questo stile di fortificazioni.
Il fossato doveva esser abbastanza largo da creare una barriera non superabile per le truppe avversarie, ma abbastanza stretto da essere un difficile bersaglio per le cannonate. Esso era tenuto sotto tiro dal fuoco delle casematte piazzate nel fossato stesso e da posizioni di fuoco tagliate direttamente nelle sue pareti.
Il profilo del forte divenne molto basso circondato, fuori dal fossato, da un'area aperta in leggera pendenza in modo da eliminare ogni copertura per le forze nemiche, il forte stesso offriva un bersaglio minimo al fuoco nemico. Gli ingressi divennero corpi di guardia affondati nella scarpa (faccia interna) del fossato raggiungibili con una rampa curva che dava accesso alla porta tramite un ponte che poteva essere retratto all'interno del corpo di guardia.
Le tradizionali fortificazioni continuarono a essere usate dagli eserciti europei impegnati nelle guerre coloniali in particolare in Africa contro attaccanti indigeni armati alla leggera. In caso di assedio un numero relativamente piccolo di difensori, in un forte imprendibile con armamenti dell'età del ferro, poteva resistere contro attaccanti molto numerosi e aveva come elemento critico il solo approvvigionamento di munizioni.
Molti dei forti si spostarono sottoterra con profondi passaggi e gallerie per collegare le casematte, i fortini e i punti di fuoco nel fossato al forte vero e proprio. I depositi di munizioni erano situati molto in profondità sotto la superficie.
I cannoni, invece, erano spesso piazzati in aree aperte e protetti solo da un parapetto sia per tenere un profilo basso sia perché i cannoni alloggiati in casematte potevano esser emessi fuori gioco nel momento in cui la casamatta, colpita, collassava sui cannoni stessi.

### XX e XXI secolo

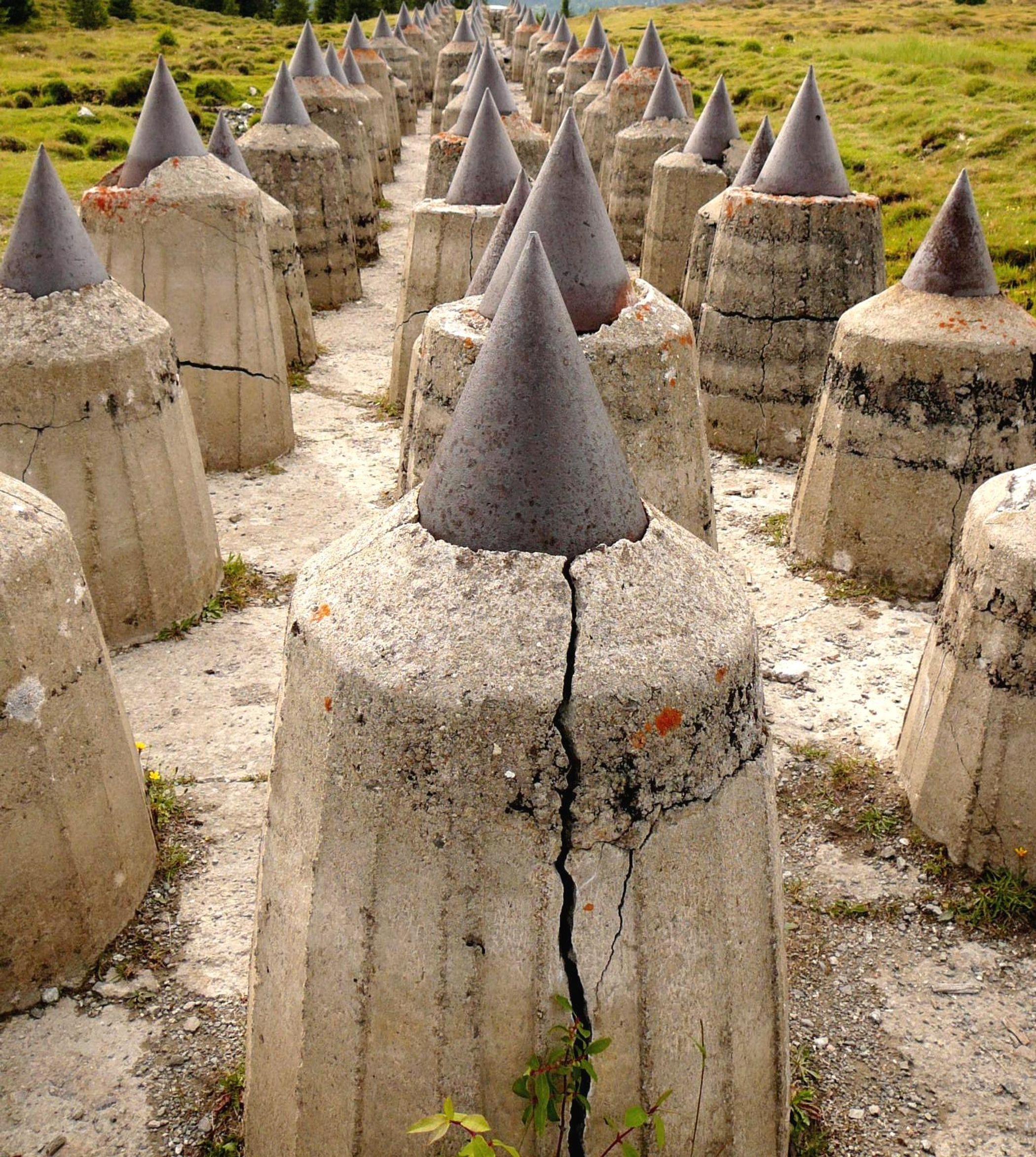
Denti di drago - Sbarramento Pian dei Morti lungo il Vallo Alpino in Alto Adige.

Le fortificazioni in calcestruzzo armato (impropriamente chiamato cemento armato) divennero comuni durante il XIX e il XX secolo. Infine i grandi progressi nelle tecniche di guerra moderna sviluppati durante la seconda guerra mondiale resero obsolete le fortificazioni su grande scala nella maggior parte delle situazioni. Solo i bunker sotterranei sono oggi in grado di dare una qualche protezione in caso di guerra.
Molte fortificazioni storiche furono demolite in epoca moderna e contemporanea. Napoleone all'inizio dell'Ottocento ordinò la demolizione delle mura di Torino, risparmiando la sola cittadella. Tuttavia una parte di mura e fortificazioni sopravvive come attrazione turistica ed elemento distintivo del panorama locale.
La caduta in disgrazia delle fortificazioni permanenti ebbe due cause:
- la sempre maggiore potenza, velocità e gittata delle artiglierie e della forza aerea fece sì che praticamente ogni bersaglio individuato potesse anche essere e distrutto portando contro esso la potenza di fuoco sufficiente. Come conseguenza quando la strategia di attacco prevedeva l'eliminazione di una certa difesa, l'attacco diventava tanto più grande quanto maggiori erano le risorse dedicate alla sua fortificazione. A partire dagli anni 1950 le armi nucleari ebbero la potenzialità di distruggere intere città rendendole inabitabili per anni a causa delle radiazioni. Questo portò alla nascita di rifugi antiaerei e successivamente di rifugi antiatomici civili. Durante la seconda guerra mondiale vennero messe a punto dagli inglesi le prime bombe dirompenti ad alta penetrazione (come la Grand Slam e la Tallboy) capaci di penetrare grandi spessori di armatura e rendere inutili anche i bunker. Esse vengono generalmente indicate col termine inglese bunker buster.[12]
- La seconda debolezza delle fortificazioni permanenti fu la loro stessa fissità. A causa di ciò divenne più facile girare attorno a una fortificazione e, a seguito della nascita della guerra di movimento, all'inizio della seconda guerra mondiale, l'aggiramento divenne una tecnica efficace di offensiva. Quando una linea fortificata era troppo lunga per poterla aggirare poteva essere scatenata una massiccia offensiva in un punto specifico in modo da aprirvi una breccia e superare la linea. Questo fu il fato delle molte linee difensive costruite prima e durante la seconda guerra mondiale come la Linea Sigfrido e la Linea Stalin o il Vallo atlantico. Si noti che questo non fu il caso della Linea Maginot che venne costruita per obbligare i tedeschi a passare attraverso il Belgio e che ottenne pienamente il suo ruolo strategico e politico.[13].

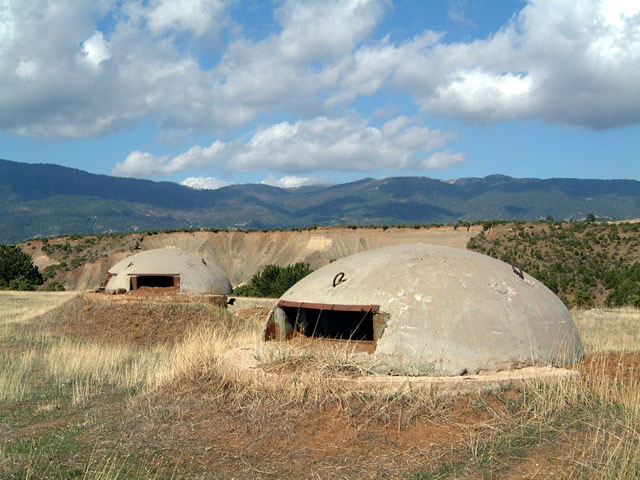
Bunker in Albania.

Furono invece le fortificazioni campali che assunsero rilevanza nell'azione difensiva. A differenza di quelle della guerra di trincea che dominò lo scenario della prima guerra mondiale queste difese erano temporanee per loro natura. Ciò costituiva un vantaggio perché essendo meno estese fornivano un bersaglio meno evidente per le forze nemiche.
Se il nemico disponeva di forze sufficienti per penetrare in un punto le forze lì posizionate potevano essere ritirate e la linea difensiva poteva essere ricostruita in tempi relativamente brevi. Piuttosto che essere difese impenetrabili, queste fortificazioni enfatizzavano la tecnica di difesa in profondità (o difesa elastica) in modo che le linee difensive arretrate potessero immediatamente farsi carico della difesa se un difensore era sopraffatto o costretto a ritirarsi. Poiché le offensive mobili erano messe in atto da entrambi i contendenti normalmente si mettevano a punto linee di difesa relativamente sottili e si distribuivano le forze su tutta la linea.
Dopo la seconda guerra mondiale vennero sviluppati i missili balistici intercontinentali (ICBM) capaci di raggiungere in pratica ogni angolo del mondo. La velocità divenne il parametro essenziale sia delle forze armate che delle difese. I silo per missili furono sviluppati in modo tale da consentire il lancio di missili da un punto qualunque all'interno di un territorio per colpire bersagli (anche civili) in un altro paese. Gli aeroplani e le portaerei divennero le principali armi di offesa e di difesa al punto da portare a uno sviluppo degli aeroporti come elementi di fortificazione e alla costruzione di ricoveri corazzati per gli aerei. Nella seconda metà del XX secolo vennero realizzate grandi opere militari fortificate nelle profondità delle montagne come il NORAD nel Monte Cheyenne.
Le zone demilitarizzate lungo le frontiere sono e sono state una particolare fortificazione di tipo passivo che agisce da cuscinetto tra forze militari potenzialmente ostili. Un esempio attivo al giorno d'oggi è la Zona demilitarizzata coreana attorno al 38º parallelo tra la Corea del Sud e la Corea del Nord.

## Definizioni
Molti edifici militari vengono indicati come forti benché non siano sempre fortificati. I forti più grandi possono essere classificati come fortezze, i più piccoli erano chiamati fortilizi e oggi fortini. La parola fortificazione può anche far riferimento alla pratica di migliorare la difesa di una zona con lavori difensivi. Le mura di difesa delle città, per esempio, sono fortificazioni ma non possono essere classificate come fortezze.
Le fortificazioni sono normalmente suddivise in tre tipi:
- campali (da campo): erette con mezzi estemporanei dalle truppe in campo per proteggere i propri soldati per periodi limitati e con funzioni principalmente tattiche, spesso realizzate facendo ricorso a utensili, e mano d'opera esistenti in loco e con materiali che non hanno bisogno di particolare preparazione come terreno compattato, cespugli, piccoli tronchi d'albero o sacchi di sabbia. Le fortificazioni campali più utilizzate sono trincee, buche (in inglese foxhole, tana di volpe) e palizzate.
- semipermanenti: realizzate quando nel corso di una campagna militare si desidera proteggere certe località con fortificazioni di rapida esecuzione, quando siano disponibili in loco sia la manodopera che le risorse necessarie. Le fortificazioni semipermanenti di solito nascono come sistemi di fortificazioni campali interconnessi, sempre con finalità essenzialmente tattiche.
- permanenti: costruite con materiali duraturi ed edificate con le risorse che uno Stato può mettere a disposizione in termini di capacità progettuale e costruttiva. Sono costituite da costruzioni di varia dimensione che arrivano fino alle fortezze e alle città murate, con funzione essenzialmente strategica, per bloccare vie d'accesso del nemico o per mantenere sotto controllo tratti di un fronte potenziale. Sono principalmente costituite da mura, forti e bunker (alcuni esempi sono la Linea Maginot e il Vallo Alpino).

Il castello è una fortificazione distinta dal forte e dalla fortezza perché generalmente è la residenza di un monarca o di un nobile (che viene quindi definito castellano) e ha il compito strategico di difesa un territorio specifico.

## Funzioni
Le funzioni delle fortificazioni sono due:
- essere di ostacolo all'avanzata dell'attaccante (sbarramento) in modo che resti il più a lungo possibile sotto il fuoco dei difensori
- essere di protezione per mettere al riparo degli attacchi del nemico le truppe incaricate di difendere l'ostacolo. La componente di protezione può essere svolta in due modi: direttamente con l'uso di costruzioni resistenti capaci di arrestare i proiettili nemici e indirettamente con l'uso della distanza e del vantaggio in gettata e più recentemente del camuffamento.

In generale l'uso di armi da fuoco sempre più perfezionate ha avuto come conseguenza una crescita nel bisogno di protezione e la funzione di ostacolo è man mano venuta meno con la meccanizzazione delle truppe d'assalto.

## Strutture tipiche

### Forti

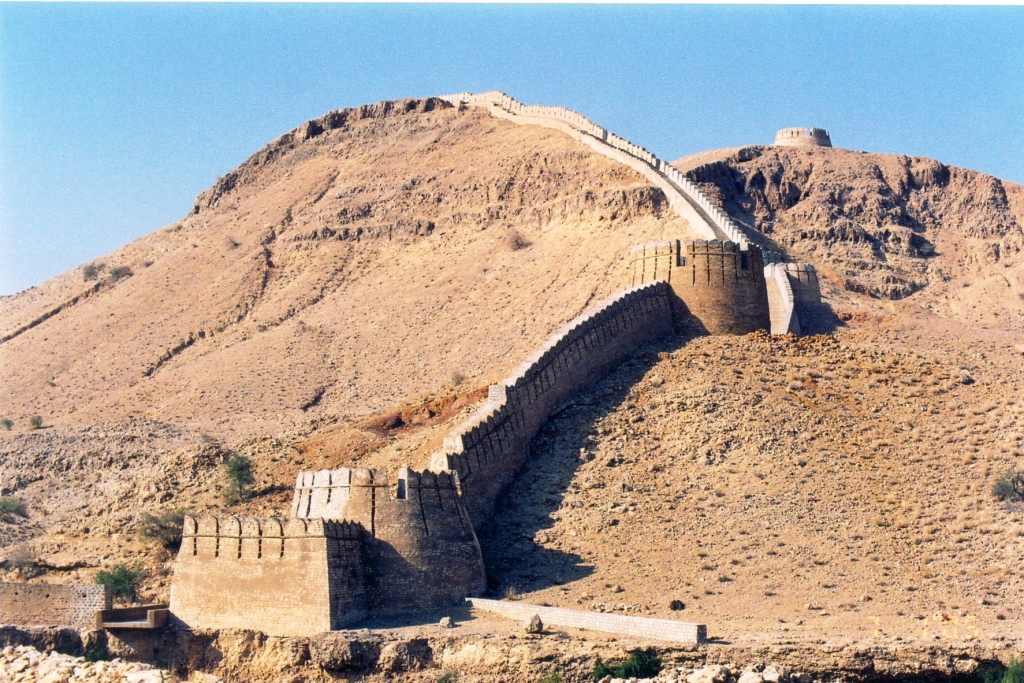
Il forte di Ranikot nel Sindh, Pakistan.

Nell'accezione contemporanea e soprattutto per derivazione dalla lingua inglese per forte si intende anche un'area messa a disposizione dall'amministrazione delle forze armate di un paese per ospitare installazioni militari che in italiano sarebbe più corretto definire caserma, come ad esempio Fort Bragg.
Ci sono anche alcune fortificazioni in uso al giorno d'oggi che vengono definite forti. Sono tipicamente fortificazioni semi permanenti ricavate da strutture esistenti come abitazioni o edifici pubblici che vengono fortificate Nell'uso campale si ricorre anche a gabbionate e rinforzi con sacchi di sabbia. Non sono in grado di resistere ad attacchi con armi pesanti.
Nell'epopea del West americano i forti militari durante le guerre indiane erano spesso dei recinti debolmente fortificati con palizzate di tronchi o muri di adobe. In molte occasioni i forti americani erano degli avamposti che funzionavano come stazioni di posta, e punti commerciali. Alcuni famosi forti degli Stati Uniti sono Fort Laramie e Fot Bridger conservati come parchi nazionali storici (National Historic Site).

### Prigioni e campi di concentramento
Sono fortificazioni che funzionano a rovescio in quanto il loro compito è quello di tenere le persone contenute all'interno piuttosto che impedire l'accesso da fuori. Si tratta di prigioni, campi di concentramento e altre costruzioni come i supermax americani: pur non potendo in generale essere classificate come fortezze sono spesso dotate di reticolati, mura e di torri di guardia. Un interessante esempio è costituito dalla Torre di Londra, oggi museo.

## Voci correlate

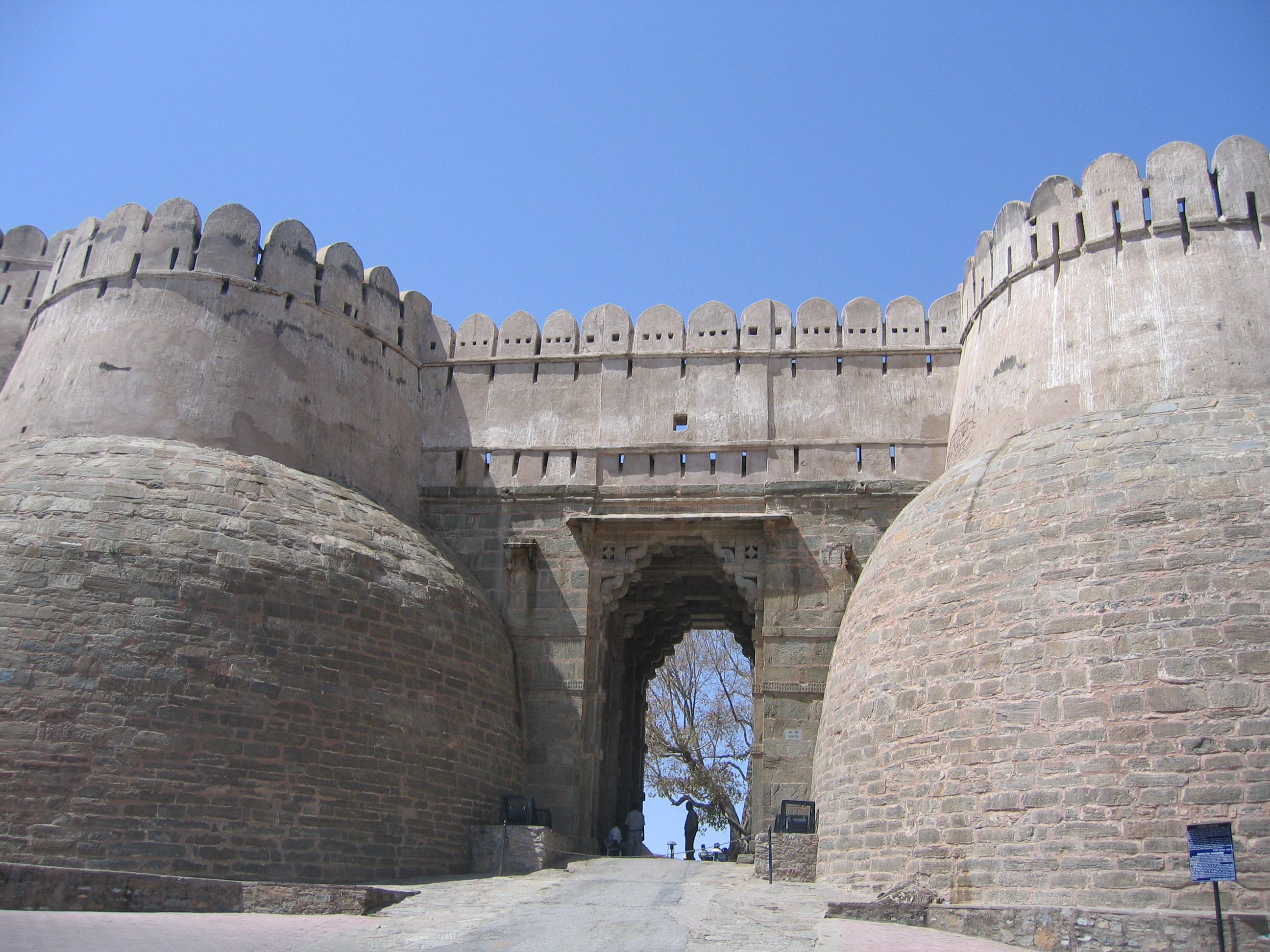
Il forte di Kumbhalgarh in Rajasthan, India. Per più di tre secoli il forte restò inespugnabile.

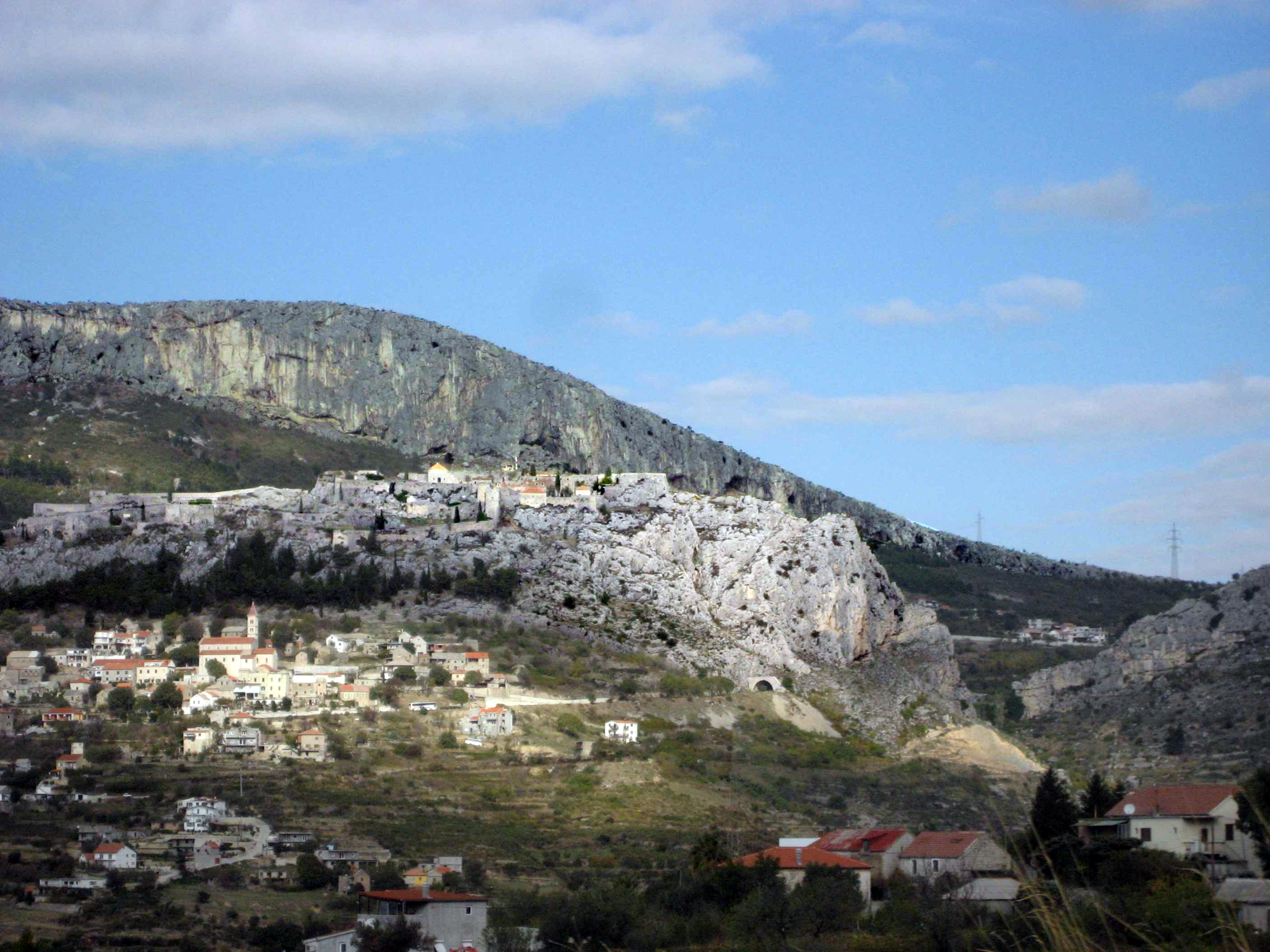
La Fortezza di Clissa in Croazia, costruita sul lato sud di uno sperone roccioso. Oggetto di conquista e riconquista per oltre duemila anni.

Palmanova vista dall'alto.

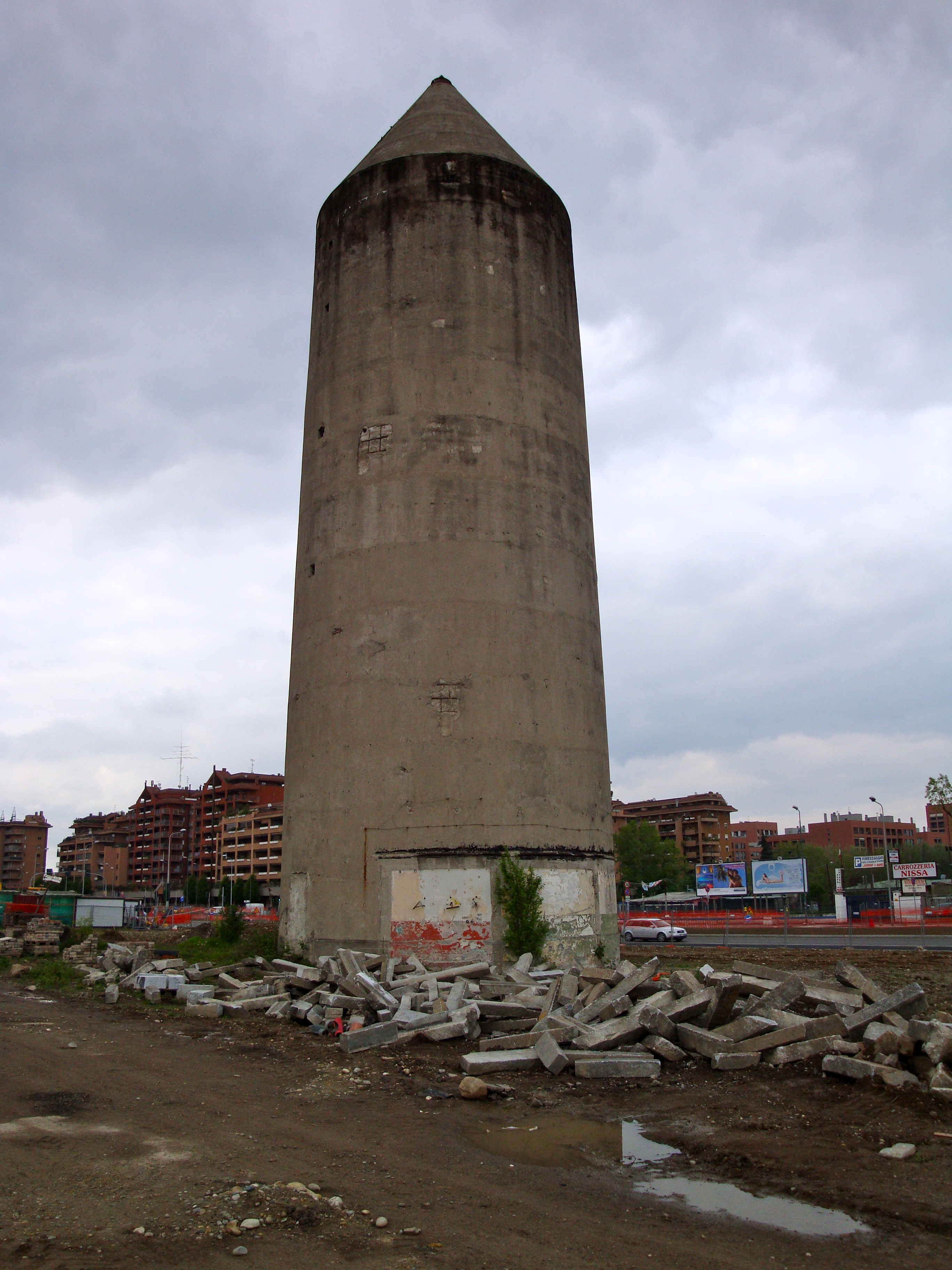
Il rifugio antiaereo conico della ex-Magneti Marelli a Milano (Via Adriano).